# 普拉蒙登站
普拉蒙登站（法語：Station Plamondon）位於加拿大魁北克省蒙特利爾市，是蒙特利爾地鐵2號線其中一個車站。附近的两个出口分别位于Van Horne和Plamondon.

## 接驳巴士
```
124 Victoria 
160 Barclay 
161 Van Horne
夜晚及凌晨路线
368 Mont-Royal 
370 Rosemont
```

## 外部連結
- （法文）（英文）蒙特利爾交通局：普拉蒙登站 （页面存档备份，存于）（英文） （页面存档备份，存于）
- （法文）（英文）：柏民頓站 （页面存档备份，存于）（英文） （页面存档备份，存于），含有普拉蒙登站的資訊、歷史、車站結構與藝術品資料。